# مجله اتاق تجارت
مجله اتاق تجارت مجله رسمی اتاق تجارت تهران بوده است.

## مجله اتاق تجارت

مجله اتاق تجارت (مجله رسمی اتاق تجارت تهران)

در آبان ۱۳۰۸، چهارمین دوره انتخابات اتاق تهران مطرح می‌شود و همچنین انتشار مجله اتاق تجارت، که قدم بزرگی برای طرح نظرات عموم تجار به حساب می‌آمد، انجام می‌پذیرد. این مجله که مجله رسمی ارگان اتاق تجارت به شمار می‌رفت به دو زبان فارسی و فرانسوی منتشر می‌شد.
این مجله زیر عنوان «مجله اتاق تجارت» به صاحب‌امتیازی میرزا علی‌اکبر بهپور و مدیرمسئولی عباس مسعودی در تهران منتشر شد. مجله مزبور از بدو تأسیس تا شماره ۲۵ ماهی یک‌بار (پانزدهم هر ماه) با قیمت یک قران چاپ می‌شد و از آبان ۱۳۱۰ به صورت دو هفته یک‌بار انتشار یافت و جمعاً تا پایان سال ۱۳۱۰، سی و چهار شماره از آن منتشر گردید و از آن پس تا سال ۱۳۱۸ که دوره تجدید حیات این نشریه به شمار می‌آید، ۱۹۴ شماره آن انتشار یافت. 
اولین شماره از این مجله با این مقدمه آغاز شده است: «ترقیات و سعادت حقیقی ملت و مملکت را تجارت آن مملکت تضمین می‌نماید. اساس و شالوده تشکیلات هر مملکت، ترقی و تعالی هر ملت مستقیما منوط و مروبط به تجارت است. 
مملکتی که اوضاع تجارتش خوب شد، مؤسسات مهم اقتصادی پیدا کرد، شعب مختلفه تجارتی در دنیا تأسیس نمود، امتعه خود را روز‌به‌روز ترویج داد، بازار متاع مملکت را وسعت داد، افراد آن مملکت ثروتمند و خوشبخت شده پا به مرحله تکامل و ترقی می‌گذارند. همه می‌دانیم که امروز سیاست اقتصادی به تمام معنی جانشین سیاست دیپلماسی گردیده. جنگ‌های سیاسی دنیای کنونی، اختلاف نظری که بین رجال و زمامداران عالم موجود است فقط بر اثر مسائل تجارتی است.» 

## ساختار و موضوعات مجله
مجله به چهار بخش اصلی تقسیم می‌شد: بخش نخست آگهی‌های تجاری و تبلیغات کالاها و محصولات متنوع؛ بخش دوم مشروح مذاکرات جلسات اتاق در ماه پیش از انتشار مجله؛ بخش سوم اخبار مربوط به اتاق‌های تهران و شهرستان‌ها و اخبار تجاری داخل و خارج از کشور؛ و بخش آخر اطلاعات تجاری مفید در جهت ارتقای دانش تجار و بازرگانان.

اتاق تجارت، نخستین مجله تجاری رسمی در ایران بود، در خود این مجله در مورد آن آمده: «بهترین راهنمای تجارتی است که کلیه اطلاعات و مظنه‌جات داخله و خارجه واردات مملکتی را در دسترس شما قرار داده و تجارتخانه‌های معروف را به شما معرفی می‌کند، تنها مجله اتاق تجارت است.»
در ادامه آمده است: «اطلاع به اوضاع تجارت، وسیله است که آقایان تجار محترم را از مواجهه با ضرر و خسارت مصون داشته و آن‌ها را از شغل شریف خود، راهنما و خرسند می‌نماید و نیز می‌توانند با دادن اعلان‌های کوچک صادرات و واردات، خود را به داخله و خارجه معرفی و بازارها و مشتریانی برای خود تهیه نمایند.» 
در زمانه‌ای که هنوز تجارت به شیوه‌های سنتی و حجره‌ای به سر می‌برد، این مجله در پی آشنا کردن تجار با شیوه‌های جدید تجارت و گذار از تجارت سنتی به تجارت مدرن بود. همچنین این مجله راهنمای خوبی در صادرات و واردات برای بازرگانان بود و بازارهایی را معرفی می‌کرد که خریدار کالاهای ایرانی هستند.
با گذشت زمان و ارتباط تحصیلکردگان ایرانی مرتبط با رشته‌های تجارت با مجله همکاری کردند و مقالاتی نیز از زبان‌های دیگر ترجمه می‌کردند تا تجار ایرانی با شیوه‌های تازه تجارت در جهان آشنا شوند و آن‌ها را به کار گیرند.
بعد از گذشت چند سال از تأسیس اتاق تجارت (حدود سال ۱۳۱۱) شاهد نوع دیگری از مقالات و گزارش‌هایی هستیم که از جنبه علمی و تخصصی‌تر برخوردارند. این مقالات سعی در آشنا کردن تجار با مبانی و اصول اقتصاد و تجارت مدرن دارند. عموم این مقالات یا توسط تحصیلکردگان ایرانی در رشته‌های مرتبط با تجارت نوشته شده بود یا از جراید خارجی ترجمه می‌شد. 
اگر در روزهای آغازین تشکیل اتاق تجارت، اعضا در تلاش بودند تا تجار با ابتدایی‌ترین مسائل دنیای تجارت مدرن آشنا کنند. بعد از حدود شش سال، در پی تطبیق و هماهنگی تجارت ایران با استانداردها و معیارهای جهانی بودند.
در هشتم مهرماه ۱۳۱۶، قانون تبدیل اداره کل تجارت و اداره کل صناعت وابسته به وزارت طرق و شوارع و وزارت ملی به وزارتخانه، از تصویب مجلس گذشت و تجارت کشور هرچه بیشتر به سمت تمرکزگرایی پیش می‌رفت و شرکت‌های سهامی خصوصی و دولتی جای تجار منفرد را می‌گرفت. برخی از این شرکت‌ها موفق شده بودند انحصار تجاری کالاهای بخصوصی را به دست آورند... در هرحال امکان فعالیت‌های اتاق تجارت با دگرگونی‌های ساختاری در اقتصاد کشور کاهش می‌یابد. گزارش‌های مجله اتاق تجارت و دیگر رسانه‌ها از اتاق تجارت کاهش چشمگیری می‌یابد. بخشی از مجله اتاق تجارت، که مذاکرات اتاق تجارت را منتشر می‌کرد، به‌تدریج حجم کمتری پیدا می‌کند و بیشتر به شرح‌هایی از اتاق‌های شهرستان‌ها بسنده می‌کند.
در فاصله سال‌های ۱۳۱۵-۱۳۱۷ شمسی، آگهی‌های منتشرشده درخصوص اتاق تجارت تهران بسیار محدود می‌شود. علت این مسئله مشخص نشد که آیا به دلیل دولتی شدن کامل اتاق تجارت بوده، به‌طوری‌که تاجران اتاق تجارت به کارمندان اتاق بازرگانی تهران تبدیل شدند یا موارد دیگری در گذشته که اطلاعی از آن در دست نیامد و منجر به استعفای گروهی از اعضای اتاق شد.
در آذر ماه ۱۳۱۷ بنا به تصویب فرهنگستان زبان فارسی، واژه بازرگانی به جای تجارت برگزیده شد و وزارت تجارت به وزارت بازرگانی تغییر نام داد. مجله اتاق تجارت نیز اعلام کرد نام این نشریه نیز از این پس به «نامه اتاق بازرگانی» تغییر می‌یابد.